# ناکودوچز (تگزاس)
ناکودوچز، تگزاس(به انگلیسی: Nacogdoches, Texas) شهری در ایالت تگزاس از ایالات جنوبی ایالات متحده آمریکا است. در سرشماری سال ۲۰۰۰، جمعیت این شهر ۲۹۹۱۴ نفر اعلام شد.